# Huangwu (ort i Kina, Shandong Sheng, lat 37,47, long 121,35)
Huangwu (kinesiska: 黄务, 黄务街道) är en ort i Kina. Den ligger i provinsen Shandong, i den östra delen av landet, omkring 400 kilometer öster om provinshuvudstaden Jinan. Antalet invånare är 63 625. Befolkningen består av 30 864 kvinnor och 32 761 män. Barn under 15 år utgör 12,0 %, vuxna 15-64 år 79 %, och äldre över 65 år 7,0 %.
Runt Huangwu är det tätbefolkat, med 982 invånare per kvadratkilometer. Närmaste större samhälle är Yantai, 8,1 km öster om Huangwu. Trakten runt Huangwu består till största delen av jordbruksmark.
Genomsnittlig årsnederbörd är 748 millimeter. Den regnigaste månaden är juli, med i genomsnitt 264 mm nederbörd, och den torraste är februari, med 12 mm nederbörd.